# Maine Coon
Maine Coon é uma raça de gato originária do nordeste dos Estados Unidos. É considerada a raça de pelo mais antiga, além de ser a maior de todas as raças de gato do mundo. Foi reconhecida como raça oficial no estado norte-americano do Maine, onde era famoso pela sua capacidade de caçar ratos e tolerar climas rigorosos. Também é conhecido como "o gigante gentil".   

## Origem

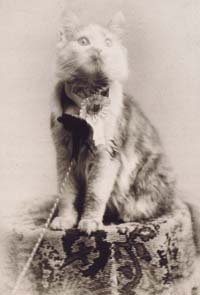
Primeiro gato Maine Coon vencedor de uma exposição de gatos em Nova York. 1895.

Embora as origens exatas do Maine Coon e data de apresentação para os Estados Unidos sejam desconhecidas, muitas teorias foram propostas. No final do século XIX, sua existência ficou ameaçada quando raças de pelos do exterior foram introduzidas no início do século XX. O Maine Coon, desde então, retornou e é agora uma das raças de gatos mais populares do mundo.
Nos séculos XVI e XVII, gatos domésticos trazidos da Europa confrontaram os invernos severos da Nova Inglaterra onde, por seleção natural, apenas os gatos mais fortes e adaptáveis sobreviveram. Desta forma, o Maine Coon desenvolveu-se um gato grande e rústico, com uma pelagem grossa e resistente a água, bem com uma constituição forte.
A origem da raça e seu nome tem várias, por vezes fantásticas, histórias explicativas. Uma delas conta que um gato doméstico solto nas florestas do Maine cruzou-se com um guaxinim, resultando em uma ninhada com as características do Maine Coon. Apesar de isto ser biologicamente impossível, esta história, alimentada pela cauda cheia e a coloração similar a do guaxinim (Raccoon em inglês), pode ter levado a adoção do nome 'Maine Coon'. Outra versão dá conta que o gato teria ganhado tal nome em homenagem a um capitão de navio chamado Coon, que seria o responsável pela chegada do animal ao litoral do Maine.
Apesar de tais histórias, a maioria dos criadores hoje em dia acredita que a raça tenha se originado em cruzamentos entre gatos de pelo curto nativos e europeus de pelo longo, provavelmente Angorás.

## Comportamento

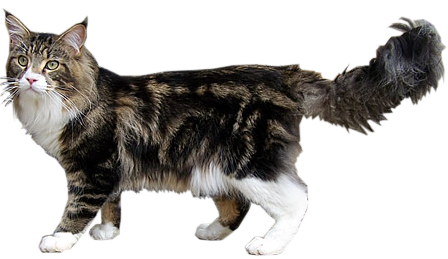
Maine Coon

O Maine Coon é extremamente dócil, meigo e companheiro, dando-se bem com outros gatos e outros animais de estimação, como o cão. É um gato de fácil adaptação e essencialmente muito amigável. Carente de cuidados e atenção, necessita sempre de companhia. Seu miado é um dos mais curiosos, por ser semelhante a um grilo
1. ↑  the Maine Coon American Cat Fanciers Association (ACFA). Retrieved on January 21 2008
2. ↑  Tudo sobre gatos - raça Maine Coon
3. ↑  «Tudo sobre a raça Maine Coon». Consultado em 13 de março de 2017. Arquivado do original em 13 de março de 2017
4. ↑  The Maine Coon America's Native Longhair. By Mike and Trish Simpson (MCBFA). Retrieved on January 21 2008
5. 1 2  The Maine Coon: Cat Breed FAQ. Cat Fanciers. Retrieved on: January 18 2008
6. ↑  «Maine Coon Falando? Entenda os Miados do Seu Gato e Conecte-se Como Nunca Antes!». Your Pizza Blog. 19 de março de 2025

.

## Características Físicas

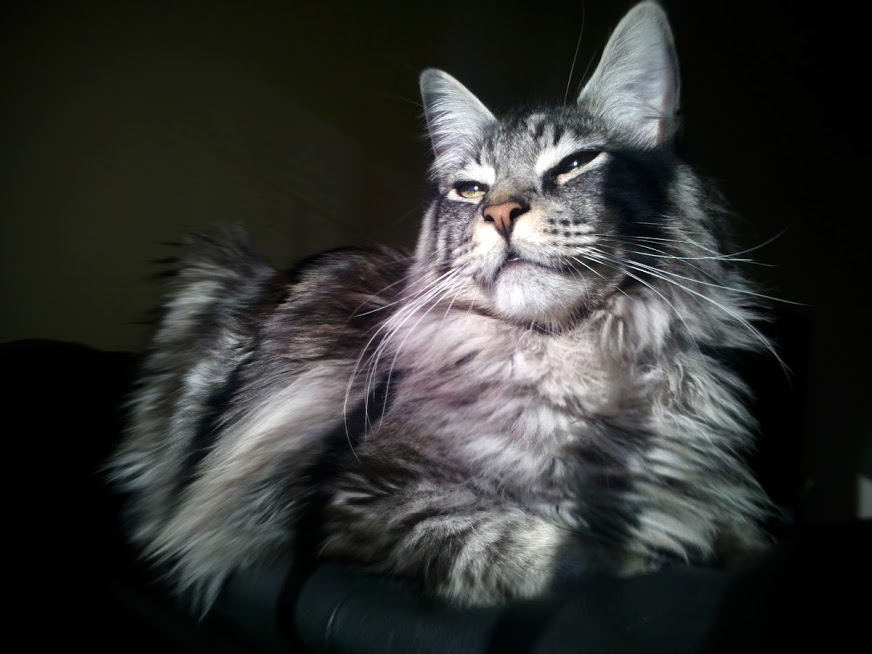
Maine Coon preto prata malhado

Maine Coons são uma das maiores raças de gato doméstico. Os machos pesam de 6 a 11 kg com fêmeas pesando de 4,5 a 6,8 kg. A altura de adultos pode variar entre 25 e 41 cm e atingir um comprimento de até 100 cm, incluindo a cauda, que por sua vez atinge um comprimento de 36 cm e é longa, afunilada e com muito pelo, quase semelhante a uma cauda de guaxinim. O corpo é sólido e musculoso, necessário para suportar seu próprio peso, e o peito é amplo. Maine Coons possuem uma forma do corpo retangular e demoram a amadurecer fisicamente; seu tamanho total potencial normalmente não é alcançado até que eles tenham de três a cinco anos de idade, enquanto outros gatos levam cerca de apenas um ano.
Originalmente um gato de trabalho, o Maine Coon é resistente, rústico, capaz de suportar fortes condições climáticas. Seu pelo é macio e seu corpo muito bem proporcionado, de aparência retangular e balanceada, sem partes exageradas em tamanho. É musculoso, de tamanho médio para grande. As fêmeas geralmente são menores que os machos. 

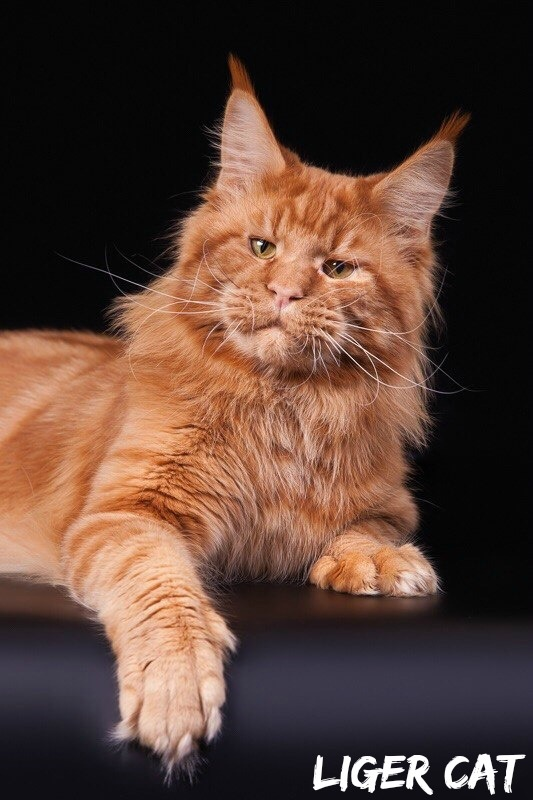
Maine Coon dourado

Os olhos são grandes e expressivos de cor verde, azul ou dourada, além de possuir uma pelagem densa. O padrão mais comum de cores é o marrom (castanho, em Portugal), com marcações do tipo Tabby, mas a raça é reconhecida em todas as cores, com exceção de chocolate, lavanda, pontilhado e o padrão siamês. Com a cabeça grande, mas pequena para o tamanho do corpo, orelhas para cima cheias de pelos, corpo comprido e cauda ereta, proporcional ao tamanho do corpo. 
A pelagem é macia e sedosa, embora a textura possa variar de acordo com a cor. O comprimento é curto sobre a cabeça e ombros, e mais longo na região do estômago e nas laterais. Alguns gatos tem uma juba de leão em torno do pescoço. A pelagem é sujeita a variações sazonais, com a pele sendo mais espessa durante o inverno e mais finos durante o verão. Maine Coons, devido ao seu grande tamanho, têm garras maiores que as outras raças.

## Saúde

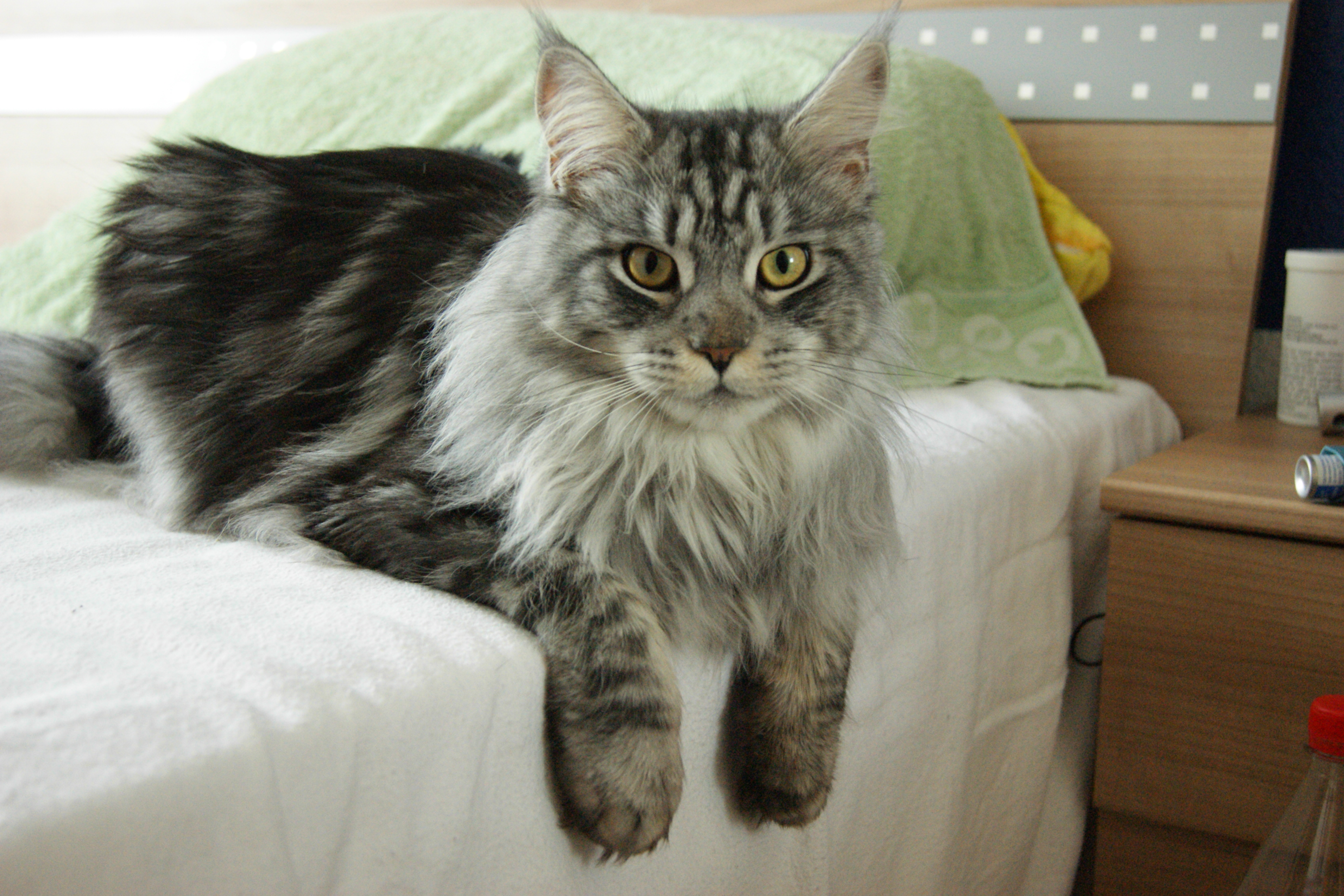
Maine Coon

O tempo de vida médio do Maine Coon é de 12 anos e meio. É geralmente uma raça saudável e resistente e se adaptam para sobreviver. A ameaça mais grave é a cardiomiopatia hipertrófica felina (CMH), a doença cardíaca mais comum observada em gatos, seja de raça pura ou não. Em Maine Coons, pensa-se que pode ser adquirida de forma hereditária. HCM é uma doença progressiva e pode resultar em insuficiência cardíaca, paralisia das patas traseiras devido a embolização de coágulos originária no coração, e morte súbita. De todos os Maine Coons testados para a mutação MyBPC no Laboratório de Genética Veterinária Cardíaca da Faculdade de Medicina Veterinária localizada na Universidade Estadual de Washington, cerca de um terço foi positivo. Nem todos os gatos que resultaram positivo terão sinais clínicos da doença. Alguns gatos Maine Coon com sinais clínicos de cardiomiopatia hipertrófica resultaram negativo no exame de mutação, sugerindo que uma segunda mutação existe na raça. Outro potencial problema de saúde é a atrofia muscular espinhal (AME), outra doença herdada geneticamente que causa a perda dos neurônios da medula espinhal que ativam os músculos esqueléticos do tronco e membros. Os sintomas são normalmente vistos dentro de 3 a 4 meses de idade e resultam em atrofia muscular, fraqueza muscular e uma expectativa de vida mais curta.